# L'Arroseur arrosé (téléfilm, 1965)
Pour les articles homonymes, voir L'Arroseur arrosé (homonymie).
Pour plus de détails, voir Fiche technique et Distribution.
L'Arroseur arrosé est un téléfilm français, réalisé par Pierre Tchernia, co-auteur du scénario avec René Goscinny et Jean Marsan, sorti en 1966. Il prend la forme d'un faux documentaire humoristique. 

## Synopsis
Pour rendre hommage aux frères Lumière, Pierre Tchernia, aidé de René Goscinny, décide de revisiter leur plus célèbre court-métrage. Ainsi, L'Arroseur arrosé devient successivement : un western, une fable de La Fontaine, un thriller d'Hitchcock, une opérette, un film de samouraï, une comédie musicale, un film de la Nouvelle Vague, un film croato-moldave, etc...

## Fiche technique
- Titre : L'Arroseur arrosé
- Réalisation : Pierre Tchernia
- Scénario : Pierre Tchernia, René Goscinny, Jean Marsan
- Script : Aline Tacvorian
- Production : ORTF
- Directeur de la photographie : Nicolas Hayer
- Décors : Yves Ollivier
- Musique : Georges Van Parys
- Montage : Maurice Rose et Jean-Claude Gauthier
- Cameraman : Maurice Venier
- Costumes : Monique Plotin
- Ensemblier : Roger Bar
- Prise de son : Michel Lemoine
- Mixage : Daniel Léonard
- Chorégraphe : Dirk Sanders et Raoul Billerey (pour le duel à l'épée)
- Trucages : Jean Lambert
- Collaboration artistique : Raymond Meunier
- Pellicule : 35 mm Noir et Blanc
- Pays d'origine :  France
- Genre : comédie
- Date de sortie : 5 juillet 1966
- Durée : 52 minutes

## Distribution
Chacun des acteurs suivants peut être présent dans plusieurs sketchs du film :
- Roger Pierre
- Jean-Marc Thibault
- Pierre Dac
- Marie Dubois
- Micheline Dax
- Jacques Fabbri
- Moustache
- Géraldine Rita Brek
- J.C. Benoît
- Les Westerners

## Autour du film
- L'Arroseur arrosé est la première collaboration entre l'auteur René Goscinny et Pierre Tchernia, qui deviendront amis intimes et collaborateurs réguliers, après cela. Ecrit en 1963, il est produit deux ans plus tard, en 1965, dans les studios de l'ORTF. En 1964, Goscinny et Uderzo travaillent à une adaptation en images réelles d'Astérix, qui, réalisée par Pierre Tchernia, sera la toute première version filmée de la célèbre bande dessinée à être tournée.